# Hamilton (horloge)

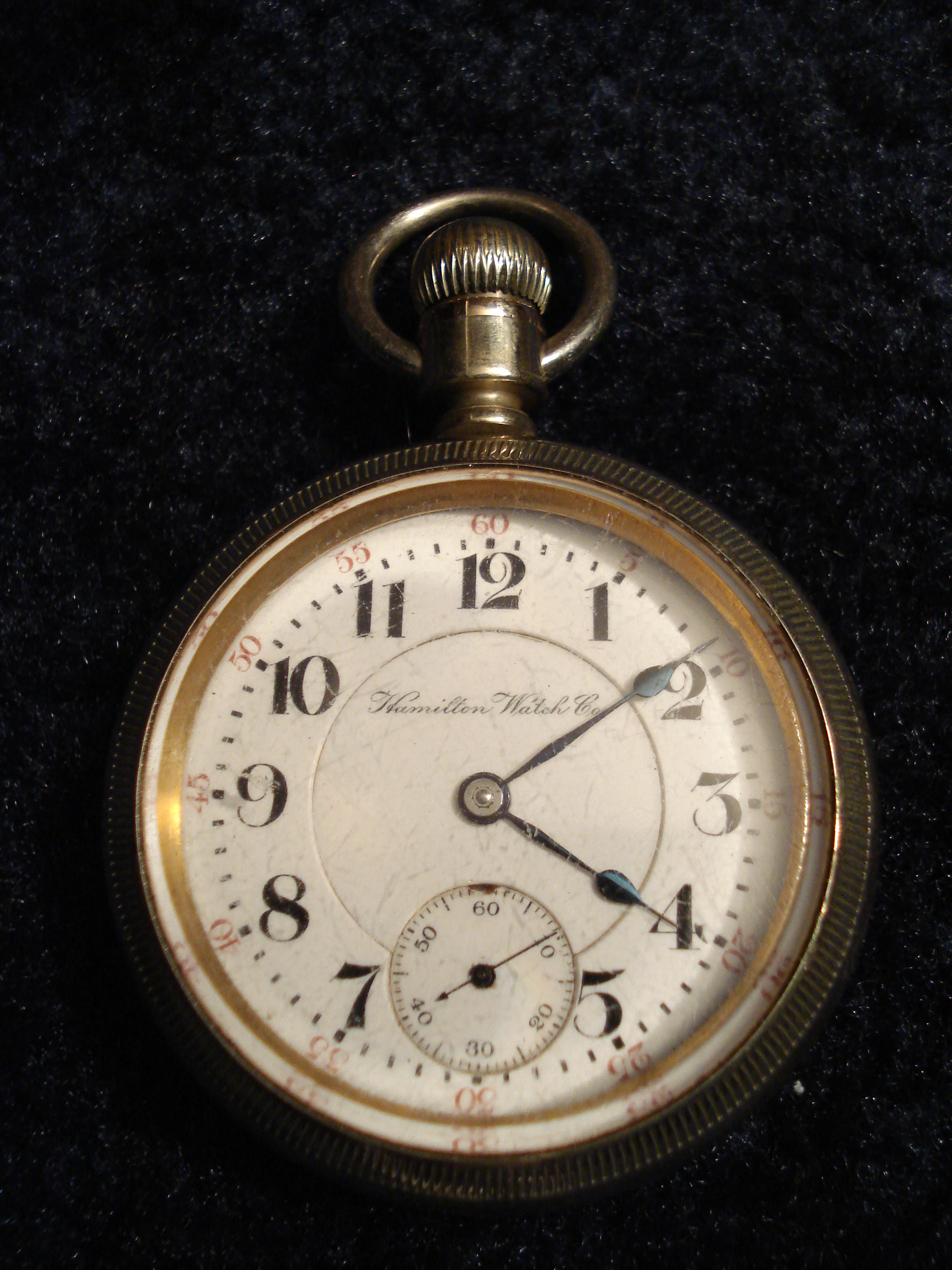
Hamilton-zakhorloge, gebouwd rond 1904.

Hamilton is een horlogemerk, geproduceerd door de Hamilton Watch Company uit Lancaster (Pennsylvania, Verenigde Staten).

## Geschiedenis
Het bedrijf begon horloges te maken in 1892 te Lancaster. Het werd al snel bekend met haar nauwkeurige zakhorloges. Vooral treinconducteurs waren trouwe klanten. Zij moesten in de Verenigde Staten met niet minder dan 50 tijdzones rekening houden. De eerste reeks zakhorloges van het bedrijf, de Broadway Limited, werd dan ook als Watch of Railroad Accuracy gepromoot.
In 1917 wordt Hamilton hofleverancier van het Amerikaans leger.
In 1928 werd de polshorloge Piping Rock in art-deco-stijl gelanceerd. Deze werd gepromoot als Yankees Watch omdat de New York Yankees het droegen.
Tijdens de Tweede Wereldoorlog produceert Hamilton meer dan een miljoen horloges voor het leger.
Nadien werd Hamilton is bekend als producent van het eerste elektrische horloge dat op de markt verscheen, in 1957: de Ventura. Elvis Presley droeg dit in de film Blue Hawaii en zorgde daarmee voor een grote populariteit. Ze werden geproduceerd totdat in 1969 de laatste versie de fabriek verliet. 

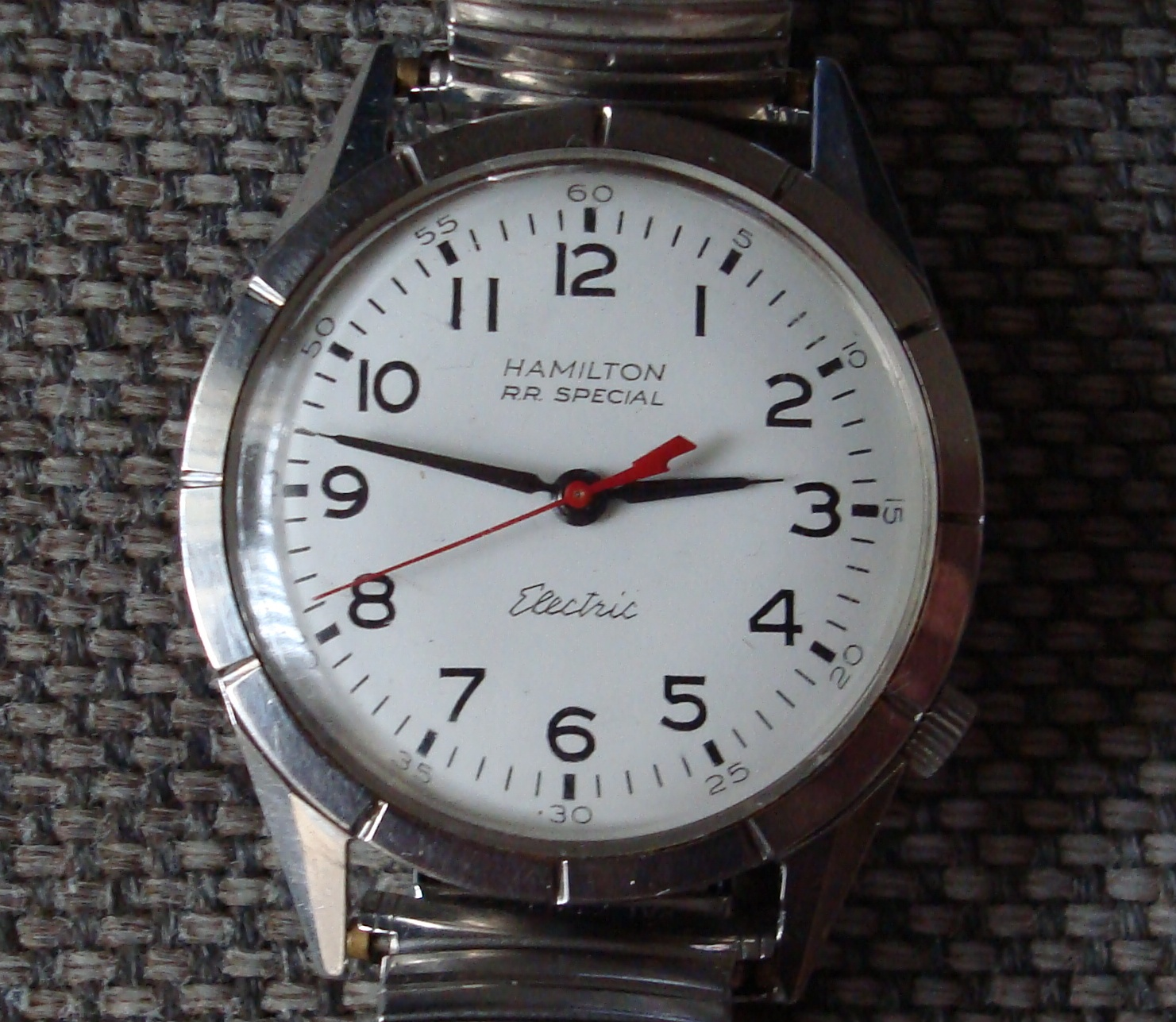
Hamilton Spoorweghorloge ca 1960

De ontwikkeling van het eerste elektrische horloge begon in 1946 in Lancaster, Pennsylvania, omdat er een gerucht ging dat Elgin er een aan het ontwikkelen was. Het eerste elektrische horloge verscheen pas 1957 op de markt. De productie ging door tot Hamilton in 1969 uiteindelijk toegaf dat de technologie was veranderd en dat hun elektrische horloge verouderd was geworden. De Bulova Accutron speelde daar vermoedelijk een belangrijke rol bij.
Tussen 1957 en 1969 zijn slechts twee kalibers in volume geproduceerd: de 500 (of 500A) en de 505. De elektrische contacten in een 500 waren zo delicaat, dat horlogemakers er moeite mee hadden. Daarbij was het model vanwege de poging de eerste te zijn te vroeg in de markt gezet, ondanks de tegenwerpingen van de R&D-afdeling. Het resultaat was dat, ondanks het feit dat het publiek enthousiast was, de omzet in de eerste jaren dermate tegenviel dat Hamilton de klap nooit meer te boven is gekomen. Veel 500-modellen werden naar de fabriek teruggestuurd voor aanpassingen. De 505, die in 1961 verscheen, loste veel van de problemen met reparaties op. 
Hamilton wordt geassocieerd met futuristische kast-ontwerpen. Deze ontwerpen werpen gemaakt door Richard Arbib. Pas aan het einde van de twintigste eeuw erkende men de invloed van Arbib op het horloge-ontwerp.
Van midden tot einde jaren 60 mikte Hamilton ook op het lagere segment van de markt met hun lijn van vantagehorloges; dat waren zowel mechanische als elektrische horloges. Het verband tussen Hamilton en Vantage werd expres vaag gehouden voor het publiek en de elektrische Vantage bevatte een Standard Time Corp 130E kaliber in plaats van een 505, hoewel de ontwerpen vrijwel identiek waren, met uitwisselbare onderdelen, en Hamilton eigenaar van Standard Time Corporation was. 
Terwijl de verkoop van hun elektrische horloges langzaam daalde, ongetwijfeld door de sterke concurrentie van de Bulova Accutron, probeerde Hamilton een joint venture met Ricoh aan te gaan.

## Overname
Het laatste Hamiltonhorloge werd rond 1969 in de Verenigde Staten geproduceerd. Het moederbedrijf, The Hamilton Watch Company bleef wel bestaan en bracht onder meer in 1970 de Pulsar, de eerste elektronische digitale horloge op de markt (geproduceerd in The Buren Watch Company, die van 1966 tot 1972 in handen was van Hamilton). In 1984 werd Hamilton overgenomen door de Zwitserse Swatch Group. In 2003 werd heel de productie verhuisd naar Zwitserland. Hamilton bleef wel bestaan met anno 2013 zelfs meer dan 300 modellen. Deze zijn onder te brengen in twee lijnen: de American Classics met onder meer de Jazzmaster en de Ventura, en de Khaki.

## Hollywood
Reeds lang heeft Hamilton commerciële banden met Hollywood. Het merk is uitdrukkelijk aanwezig in films zoals Ocean's Eleven, Men in Black, Independance Day en A Beautiful Mind. Bovendien lanceerde Hamilton in 1997 samen met "Los Angeles Confidential" (een tijdschrift) de jaarlijkse Behind the Camera Awards, waarmee filmtechnici gelauwerd worden. In 2012 werd daarvan de Chinese versie, de Behind the Camera Awards China gelanceerd.